# Ордени СРСР

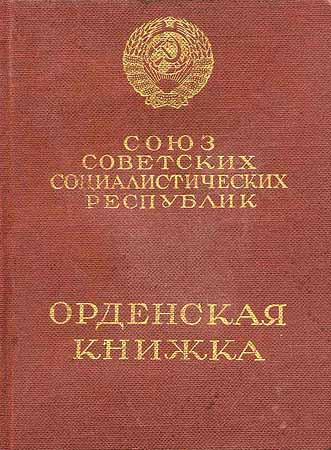
Орденська книжка зразку 1943 року

## Історія
Одним з перших декретів Радянської влади був прийнятий 10 листопада 1917 декрет ВЦВК і Раднаркому "Про знищення станів і цивільних чинів". Цим декретом були, зокрема, скасовані всі ордени, медалі та інші відзнаки, що існували в дореволюційній Росії. Проте менш ніж через рік, коли йшла громадянська війна, виникла проблема встановлення спеціальної нагороди для осіб, які виявили особливу доблесть в боях. У зв'язку з цим декретом ВЦВК від 16 вересня 1918 року був заснований перший радянський орден - "Червоний Прапор" (РРФСР). В зазначеному декреті було сказано: "Ця відзнака присуджується всім громадянам Російської Соціалістичної Федеративної Радянської Республіки, що виявили особливу хоробрість і мужність при безпосередній бойовій діяльності".	 
У грудні 1920 року Восьмим Всеросійським з'їздом Рад був заснований орден Трудового Червоного Прапора РРФСР (а згодом, у вересні 1928 - загальносоюзний Трудового Червоного Прапора). В квітні 1930 Президія ЦВК СРСР заснувала вищу нагороду країни - орден Леніна і ще одну військову нагороду - орден Червоної Зірки. В листопаді 1935 року Постановою ЦВК СРСР засновується нова нагорода, орд. Знак Пошани, що вручається за високі досягнення у виробництві, науково-дослідної, державної, соціально-культурної, спортивної та іншої суспільно корисної діяльності, а також за прояви цивільної доблесті. Героям СРСР і Героям Соціалістичної Праці вручалися орд. Леніна і грамота Президії Верховної Ради СРСР. 	 
Під час Великої Вітчизняної війни з'явилися нові бойові нагороди. 20 травня 1942 був заснований орден Вітчизняної війни. Був детально розроблений статут цієї бойової нагороди - в ньому докладно і чітко перелічувалося, за які конкретно бойові відзнаки проводиться вручення. Кілька новацій відрізняли його від усіх інших радянських відзнак, заснованих раніше: по-перше, його поділено на два ступені - до цього нагородна система СРСР не знала практики підрозділу на ступеня; по-друге, носився на прямокутної колодці з червоною стрічкою - а всі колишні радянські ордени не мали колодок зі стрічками (вони кріпилися до одягу за допомогою штифта з гайкою); по-третє, він розташовувався на правій стороні грудей (до цього всі нагороди СРСР носилися тільки на лівій стороні грудей).	 
У тому ж 1942 були затверджені ордена для полководців - Суворова, Кутузова (обидва трьох ступенів) та Олександра Невського. Як і орден Вітчизняної війни, вони носилися на прямокутних колодках з червоною муаровою стрічкою, але також і на лівій стороні грудей. У жовтні 1943 року з'явився ще один новий орден - Богдана Хмельницького. У березні 1944 року були засновані ордена для військових моряків - Ушакова і Нахімова (обидва двох степ.). 8 листопада 1943 року були прийняті - вищий військовий орден "Перемога" і солдатський орден Слави. Орден Слави (трьох ступенів) був заснований як солдатська нагорода. Статут встановлював, що "орденом Слави нагороджуються особи рядового та сержантського складу Червоної Армії, військовослужбовці авіації та особи, які мають звання молодшого лейтенанта, що проявили в боях за Радянську Батьківщину славні подвиги хоробрості, мужності і безстрашності". В статуті детально перелічувалося, за що саме дається нагородження. 	 
Важливу роль в упорядкуванні радянської нагородної системи зіграв Указ Президії Верховної Ради СРСР від 19 червня 1943 року яким були введені одноманітні п'ятикутні колодки з стрічками і планки з стрічками для носіння їх замість орденів і медалей на повсякденному одязі. При цьому "зіркоподібні" знаки (Суворова, Кутузова, Олександра Невського, Вітчизняної війни, Червоної Зірки та засновані пізніше, в 1943-1944 рр., Ушакова, Нахімова, Богдана Хмельницького) носилися на правій стороні грудей без колодок, а решта (Леніна, червоного Прапора, Трудового червоного Прапора, "Знак Пошани" і Слави) і всі медалі носилися на колодках на лівій стороні грудей. У липні 1944 р були затверджені орденські знаки "Мати-героїня", "Материнська слава" . Вони вручалися багатодітним матерям в залежності від кількості народжених та вихованих ними дітей. Надалі були засновані ордени: в 1967 г. - Жовтневої революції, в 1972 г. - Дружби народів, в 1974 г. - Трудової Слави і "За службу Батьківщині у Збройних Силах СРСР", в 1988 г. - "За особисту мужність".
В списку показаний перелік орденів СРСР.

## ОрдениСРСР
| Ордени наведені в порядку дати заснування*: * [257] — в квадратних дужках показана кількість нагороджених |                                                                        |                                                     |  |
| | Назва:                                                                 | Орден Червоного Прапора                             |  |
| Дата заснування:                                                                                          | 1 серпня 1924 р.                                                       |                                                     |  |
| Ступені:                                                                                                  | [581 300]                                                              |                                                     |  |
| Примітки:                                                                                                 | В РРФСР орден Червоного Прапора заснований 16 вересня 1918 р.          |                                                     |  |
| |                                                                        |                                                     |  |
| |                                                                        |                                                     |  |
| | Назва:                                                                 | Орден Трудового Червоного Прапора                   |  |
| Дата заснування:                                                                                          | 7 вересня 1928 р.                                                      |                                                     |  |
| Ступені:                                                                                                  | [1 259 942]                                                            |                                                     |  |
| Примітки:                                                                                                 | В РРФСР орден Трудового Червоного Прапора заснований 28 грудня 1920 р. |                                                     |  |
| |                                                                        |                                                     |  |
| |                                                                        |                                                     |  |
| | Назва:                                                                 | Орден Леніна                                        |  |
| Дата заснування:                                                                                          | 6 квітня 1930 р.                                                       |                                                     |  |
| Ступені:                                                                                                  | [462 184]                                                              |                                                     |  |
| Примітки:                                                                                                 | —                                                                      |                                                     |  |
| |                                                                        |                                                     |  |
| |                                                                        |                                                     |  |
| | Назва:                                                                 | Орден Червоної Зірки                                |  |
| Дата заснування:                                                                                          | 6 квітня 1930 р.                                                       |                                                     |  |
| Ступені:                                                                                                  | [3 876 740]                                                            |                                                     |  |
| Примітки:                                                                                                 | —                                                                      |                                                     |  |
| |                                                                        |                                                     |  |
| |                                                                        |                                                     |  |
| | Назва:                                                                 | Орден «Знак Пошани»                                 |  |
| Дата заснування:                                                                                          | 25 листопада 1935 р.                                                   |                                                     |  |
| Ступені:                                                                                                  | [1 574 368]                                                            |                                                     |  |
| Примітки:                                                                                                 | з 22 серпня 1988 р. — орден Пошани                                     |                                                     |  |
| |                                                                        |                                                     |  |
| |                                                                        |                                                     |  |
| | Назва:                                                                 | Орден Вітчизняної війни                             |  |
| Дата заснування:                                                                                          | 20 травня 1942 р.                                                      |                                                     |  |
| Ступені:                                                                                                  | [2 627 899] [6 716 384]                                                |                                                     |  |
| Примітки:                                                                                                 | —                                                                      |                                                     |  |
| |                                                                        |                                                     |  |
| |                                                                        |                                                     |  |
| | Назва:                                                                 | Орден Суворова                                      |  |
| Дата заснування:                                                                                          | 29 липня 1942 р.                                                       |                                                     |  |
| Ступені:                                                                                                  | [393] [2862] [4012]                                                    |                                                     |  |
| Примітки:                                                                                                 | —                                                                      |                                                     |  |
| |                                                                        |                                                     |  |
| |                                                                        |                                                     |  |
| | Назва:                                                                 | Орден Кутузова                                      |  |
| Дата заснування:                                                                                          | 29 липня 1942 р.                                                       |                                                     |  |
| Ступені:                                                                                                  | [669] [3325] [3328]                                                    |                                                     |  |
| Примітки:                                                                                                 | —                                                                      |                                                     |  |
| |                                                                        |                                                     |  |
| |                                                                        |                                                     |  |
| | Назва:                                                                 | Орден Олександра Невського                          |  |
| Дата заснування:                                                                                          | 29 липня 1942 р.                                                       |                                                     |  |
| Ступені:                                                                                                  | [50 585]                                                               |                                                     |  |
| Примітки:                                                                                                 | —                                                                      |                                                     |  |
| |                                                                        |                                                     |  |
| |                                                                        |                                                     |  |
| | Назва:                                                                 | Орден Богдана Хмельницького                         |  |
| Дата заснування:                                                                                          | 10 жовтня 1943 р.                                                      |                                                     |  |
| Ступені:                                                                                                  | [323] [2389] [5738]                                                    |                                                     |  |
| Примітки:                                                                                                 | —                                                                      |                                                     |  |
| |                                                                        |                                                     |  |
| |                                                                        |                                                     |  |
| | Назва:                                                                 | Орден «Перемога»                                    |  |
| Дата заснування:                                                                                          | 8 листопада 1943 р.                                                    |                                                     |  |
| Ступені:                                                                                                  | [20]                                                                   |                                                     |  |
| Примітки:                                                                                                 | —                                                                      |                                                     |  |
| |                                                                        |                                                     |  |
| |                                                                        |                                                     |  |
| | Назва:                                                                 | Орден Слави                                         |  |
| Дата заснування:                                                                                          | 8 листопада 1943 р.                                                    |                                                     |  |
| Ступені:                                                                                                  | [2620] [46 473] [997 815]                                              |                                                     |  |
| Примітки:                                                                                                 | —                                                                      |                                                     |  |
| |                                                                        |                                                     |  |
| |                                                                        |                                                     |  |
| | Назва:                                                                 | Орден Ушакова                                       |  |
| Дата учреждения:                                                                                          | 3 березня 1944 р.                                                      |                                                     |  |
| Ступені:                                                                                                  | [47] [198]                                                             |                                                     |  |
| Примітки:                                                                                                 | —                                                                      |                                                     |  |
| |                                                                        |                                                     |  |
| |                                                                        |                                                     |  |
| | Назва:                                                                 | Орден Нахімова                                      |  |
| Дата заснування:                                                                                          | 3 березня 1944 р.                                                      |                                                     |  |
| Ступені:                                                                                                  | [80] [467]                                                             |                                                     |  |
| Примітки:                                                                                                 | —                                                                      |                                                     |  |
| |                                                                        |                                                     |  |
| |                                                                        |                                                     |  |
| | Назва:                                                                 | Орден «Материнська слава»                           |  |
| Дата заснування:                                                                                          | 8 липня 1944 р.                                                        |                                                     |  |
| Ступені:                                                                                                  | [881 070] [1 697 223] [3 083 328]                                      |                                                     |  |
| Примітки:                                                                                                 | —                                                                      |                                                     |  |
| |                                                                        |                                                     |  |
| |                                                                        |                                                     |  |
| | Назва:                                                                 | Орден Жовтневої Революції                           |  |
| Дата заснування:                                                                                          | 31 жовтня 1967 р.                                                      |                                                     |  |
| Ступені:                                                                                                  | [106 462]                                                              |                                                     |  |
| Примітки:                                                                                                 | —                                                                      |                                                     |  |
| |                                                                        |                                                     |  |
| |                                                                        |                                                     |  |
| | Назва:                                                                 | Орден Дружби народів                                |  |
| Дата заснування:                                                                                          | 17 грудня 1972 р.                                                      |                                                     |  |
| Ступені:                                                                                                  | [77 719]                                                               |                                                     |  |
| Примітки:                                                                                                 | —                                                                      |                                                     |  |
| |                                                                        |                                                     |  |
| |                                                                        |                                                     |  |
| | Назва:                                                                 | Орден Трудової Слави                                |  |
| Дата заснування:                                                                                          | 18 січня 1974 р.                                                       |                                                     |  |
| Ступені:                                                                                                  | [952] [45 197] [637 816]                                               |                                                     |  |
| Примітки:                                                                                                 | —                                                                      |                                                     |  |
| |                                                                        |                                                     |  |
| |                                                                        |                                                     |  |
| | Назва:                                                                 | Орден «За службу Батьківщині у Збройних Силах СРСР» |  |
| Дата заснування:                                                                                          | 28 жовтня 1974 р.                                                      |                                                     |  |
| Ступені:                                                                                                  | [13] [589] [69 576]                                                    |                                                     |  |
| Примітки:                                                                                                 | —                                                                      |                                                     |  |
| |                                                                        |                                                     |  |
| |                                                                        |                                                     |  |
| | Назва:                                                                 | Орден «За особисту мужність»                        |  |
| Дата заснування:                                                                                          | 22 серпня 1988 р.                                                      |                                                     |  |
| Ступені:                                                                                                  | [529]                                                                  |                                                     |  |
| Примітки:                                                                                                 | —                                                                      |                                                     |  |
| |                                                                        |                                                     |  |
| |                                                                        |                                                     |  |